# Phlegra bresnieri
Espèce
Synonymes
- Salticus bresnieri Lucas, 1846
- Attus linearis Rossi, 1846
- Attus lippiens L. Koch, 1867
- Phlegra simoni L. Koch, 1882
- Phlegra bresnieri meridionalis Strand, 1906

Phlegra bresnieri est une espèce d'araignées aranéomorphes de la famille des Salticidae.

## Distribution
Cette espèce se rencontre en Afrique du Nord, en Europe du Sud, en Turquie, en Azerbaïdjan, en Iran, au Yémen, en Côte d'Ivoire, en Tanzanie et en Afrique du Sud.

## Description
Le mâle mesure 5 mm et la femelle 5 mm.

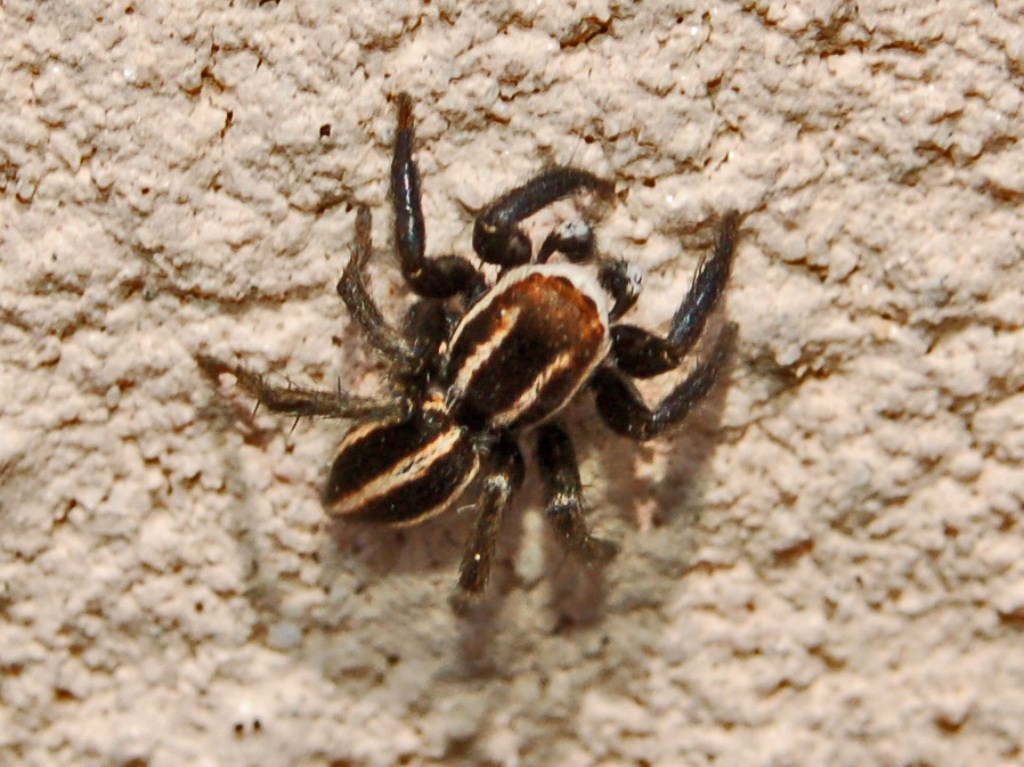
Phlegra bresnieri ♂ d'Italie

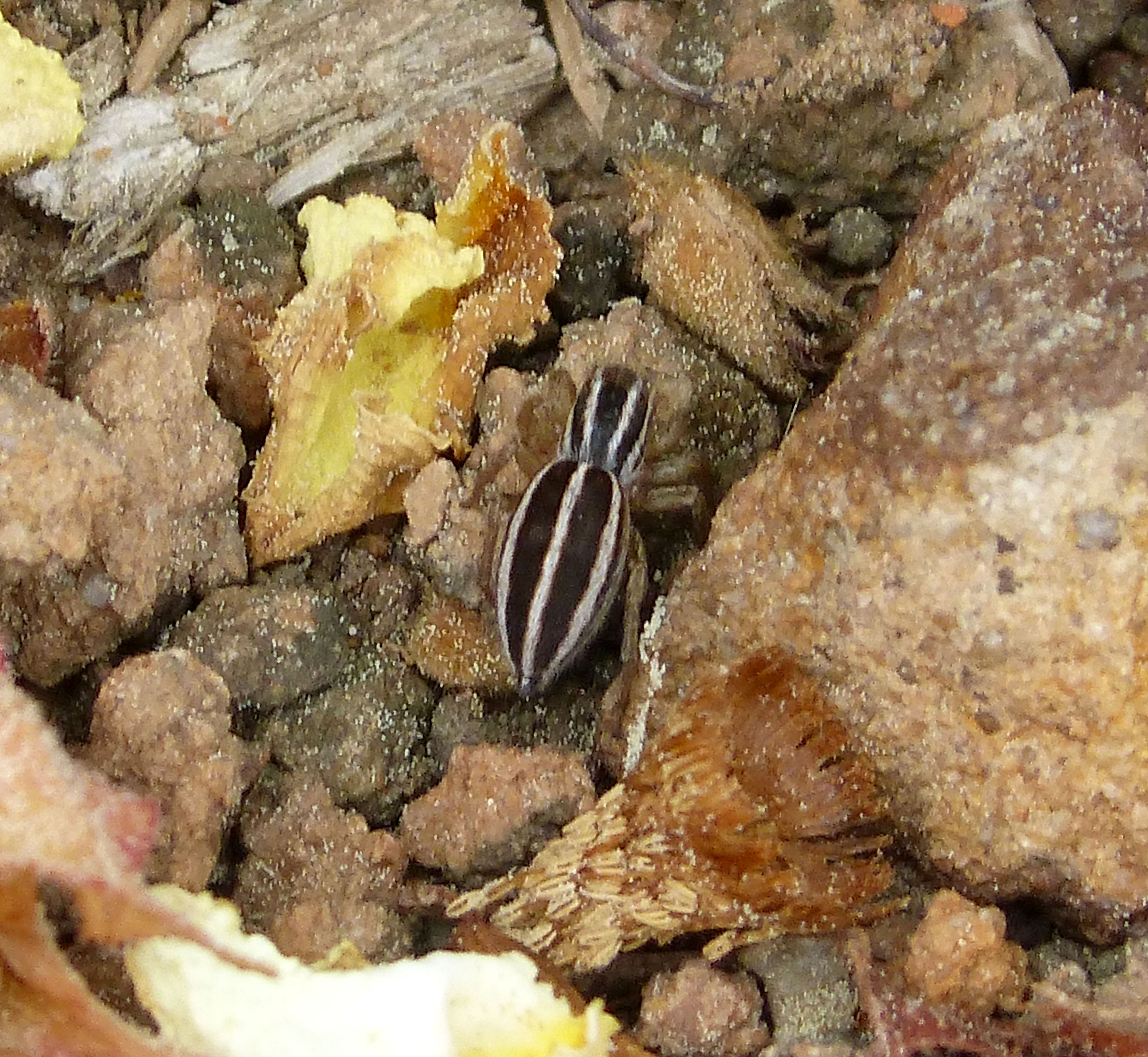
Phlegra bresnieri

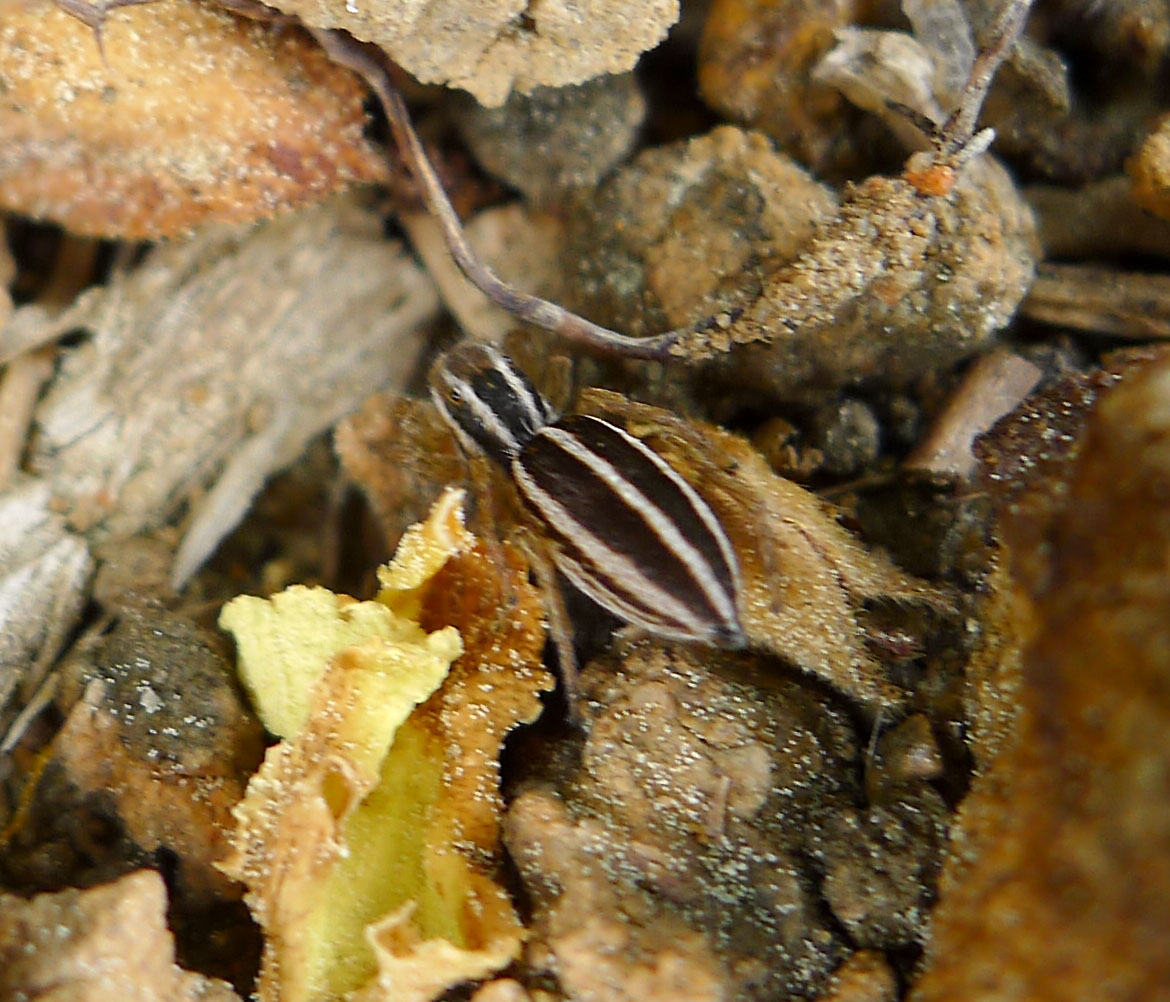
Phlegra bresnieri

Le tégument de ses individus est recouvert d'une dense pilosité dotés de squamules. Le prosome et l'opisthosome sont de forme allongée chez le mâle, son céphalothorax étant plus bombé et massif que l'opisthosome. Son corps est de couleur brun foncé ou brun grisé avec deux larges bandes longitudinales blanches, des yeux jusqu'au bout du céphalothorax, tandis que l'opisthosome est recouvert d'une bande blanche médiane et de deux bandes latérales blanches.
Son clypéus est jaunâtre et recouvert d'une pilosité blanche. Ses chélicères sont brunes de couleur plus claire, tandis que les pédipalpes sont marron foncé recouverts de poils noirs.
Comme toutes les araignées sauteuses, elle possède huit yeux simples dont les yeux médians antérieurs sont plus grands, tandis que les ocelles de côté sont plus petits et possèdent une excellente vue permettant à l'araignée de bien localiser sa proie avant de se jeter sur elle.

## Systématique et taxinomie
Cette espèce a été décrite sous le protonyme Salticus bresnieri par l'arachnologiste français Hippolyte Lucas qui étudiait la faune de l'Algérie française pour le muséum national d'histoire naturelle. Elle est placée dans le genre Phlegra par Simon en 1876.
Phlegra simoni a été placée en synonymie par Bosmans et Van Keer en 2012.
Phlegra bresnieri meridionalis a été placée en synonymie par Nentwig, Blick, Gloor, Jäger et Kropf en 2019.

## Étymologie
Cette espèce est nommée en l'honneur de l'orientaliste Louis Jacques Bresnier, professeur d'arabe à Alger.

## Publication originale
- Lucas, 1846 : Histoire naturelle des animaux articules. Exploration scientifique de l'Algérie pendant les années 1840, 1841, 1842 publiée par ordre du Gouvernement et avec le concours d'une commission académique. Paris, Sciences physiques, Zoologie, vol. 1, p. 89-271 (texte intégral).